# レ・シエクル
レ・シエクル（フランス語: Les Siècles）は、2003年、フランソワ＝グザヴィエ・ロトによって設立されたフランスのオーケストラで、17世紀から21世紀にかけての音楽作品を現代の視点で表現することを目指している。オーケストラの楽員は、各レパートリーを、作曲された時代に適した歴史的楽器を用いて演奏する。

## 歴史
レ・シエクルは、パリ（オペラ＝コミック座、サル・プレイエル、シャトレ座、フィラルモニ・ド・パリ）、ラ・コート＝サン＝タンドレ（エーヌ県）、エクス＝アン＝プロヴァンス、メス、カーン、ニーム、ロワイモヨン、そしてアムステルダム（コンセルトヘボウ）、ロンドン（BBCプロムス）、ブレーメン、ブリュッセル（クララ・フェスティバル）、ヴィースバーデン、ルクセンブルク市、ケルン、東京、エッセンなどの国際的な舞台で定期的に演奏を行っている。
2013年、オーケストラは、出版社ブージー・アンド・ホークスから『春の祭典』の1913年5月29日シャンゼリゼ劇場初演版の独占演奏権を獲得して、再現した。彼らはこのバージョンをフランスや国外のコンサートで何度も演奏しており、一連のコンサートシリーズは、『ペトルーシュカ』の1911年版とともに、エディション・ムジカーレ・アクト・シュッドから発売されたCDに収録されている。
彼らのストラヴィンスキーとドビュッシーのディスクは、『サンデー・タイムズ』紙のクラシカル・レコード・オブ・ザ・イヤー、『BBCミュージック・マガジン&グラモフォン』のエディターズ・チョイスに選ばれた。ストラヴィンスキーのディスクはまた、2012年にオランダの権威あるエジソン・アワードのクラシック音楽部門とドイツのドイツ・レコード批評家賞を受賞した。ビゼーとシャブリエの録音は、ディアパゾン・ドールを受賞し、ドイツの雑誌『フォノ・フォルム』では5つ星を獲得した。
ムジカーレ・アクト・シュッドとの共同レーベルである「レ・シエクル・ライブ」からは、ベルリオーズ、サン＝サーンス、マタロン、ストラヴィンスキーの『火の鳥』、『春の祭典』、『ペトルーシュカ』、リスト、ドビュッシー、デュカスの9枚のディスクがリリースされている。 彼らの演奏によるラヴェルのバレエ『ダフニスとクロエ』の録音は、2017年3月にハルモニア・ムンディから発売された。
クラシック音楽への情熱を最大限に伝えたいと熱望している楽員たちは、学校、病院、刑務所で定期的に教育活動を行っている。また、オーケストラはエーヌ県のアトリエ・シンフォニーク部門や、エクトル・ベルリオーズ記念欧州青少年管弦楽団、ピカルディにある社会的目的を伴う音楽およびオーケストラ教育システム（フランス語: Dispositif d'Éducation musicale et orchestrale à vocation sociale, DEMOS）とパートナー関係にある。